# Pinelema mikrosphaira
Espèce
Synonymes
- Telema mikrosphaira Wang & Li, 2010

Pinelema mikrosphaira est une espèce d'araignées aranéomorphes de la famille des Telemidae.

## Distribution
Cette espèce est endémique du Guangxi en Chine,. Elle se rencontre dans la grotte Yinglong dans la ville de Pingxiang à Chongzuo.

## Description
Le mâle holotype mesure 1,28 mm et la femelle paratype 1,25 mm.

## Systématique et taxinomie
Cette espèce a été décrite sous le protonyme Telema mikrosphaira par Wang et Li en 2010. Elle est placée dans le genre Pinelema par Zhao, Li et Zhang en 2020.

## Publication originale
- Wang & Li, 2010 :  New species of the spider genus Telema (Araneae, Telemidae) from caves in Guangxi, China. Zootaxa, no 2632, p. 1-45.